# 齊藤渚
齊藤渚（日语：／ Saitō Nagisa，2003年7月6日—）是日本女演員、藝人、時裝模特兒，為女子聲優偶像團體=LOVE前成員，LARME的固定模特兒。

## 經歴

### =LOVE時期
2017年
- 4月29日，通過指原莉乃舉辦的甄選加入=LOVE組合。
- 8月5日，隨組合在《TOKYO IDOL FESTIVAL2017》舉行首次Live，在活動中首次登台亮相。
- 9月6日，隨組合發佈出道曲《=LOVE》正式出道。

2018~2019年
- 2018年2月15日至18日，首次舞台“Adere x=LOVE舞台項目‘Kemono Friends’”（東京AiiA 2.5劇場，共6場演出）。
- 2019年10月25日，首部主演電影《夏夜空秋日夕陽冬晨春風》上映[4]。
- 2019年10月30日發行的第6張單曲《好狡猾 好狡猾》，首次擔任單曲主打歌的中心[5]。

2020～2021年
- 2020年4月15日，開通了個人Instagram。
- 2021年5月12日，=LOVE 發行的第一張專輯《全部，保密》中收錄了她的第一首個人歌曲「現役偶像Chu~」。
- 5月28日，他開設了個人TikTok賬戶。

2022年
- 9月25日，在國立代代木體育場第一體育館舉行的“=LOVE 5th ANNIVERSARY PREMIUM CONCERT”後宣布將從=LOVE畢業[6]。

### =LOVE畢業
2023年 
- 1月13日，在Pacifico橫濱大禮堂舉辦的“～齊藤渚畢業音樂會～Geneki Idol Chu～I love you all♡”中從=LOVE正式畢業。
- 1月21日加入Asia Cross。
- 2月1日宣布成立粉絲俱樂部。
- 7月13日發行第一本寫真集《Nagisa》。

## 人物
- 渚這個名字的由來，是因為在夏天出生。
- 特長及愛好：偶像欣賞、美容、法語、口笛。擁有法語DELF Plim檢定資格和英語3級檢定資格。
- 她回憶在沉迷偶像前，小時候的自己就像個調皮的男孩，皮膚也曬的黝黑。因此常被拿來與性格溫和、皮膚白皙的姐姐進行比較。
- 原本是原著《明天，我會成為誰的女友》的粉絲，在飾演優愛時為了表現自己的苗條身材而減肥。

## 媒體演出

### 電視劇
- 幸福的小房間（2018年7月8日 - 9月23日，朝日放送電視台）：飾演 宮島
- 如果，有一所只有帥哥的高中（2022年1月15日 - 3月19日，朝日電視台）：飾演 片桐花
- 明天，我會成為誰的女友（2022年4月13日 - 6月29日，MBS・TBS）：飾演 高橋優愛 / ゆあ（主演）
  - 明天，我會成為誰的女友Season2 特別篇 前篇・後篇（2023年5月3日・10日）：飾演 高橋優愛 / ゆあ
- 如果這種感覺叫做愛…（2022年9月24日，朝日放送電視台）：飾演 岬花梨
- 青春灰姑娘 第2集（2022年10月24日，朝日放送電視台）：飾演 真緒
- 警視廳考察一課 第9集（2022年12月12日，東京電視台）：飾演
- 最好的學生〜余命1年的最後一舞〜（2023年7月15日 - 8月23日，日本電視台）飾演：美山志乃
- 最好的老師 第1集、第5集（2023年7月15日・8月12日，日本電視台）飾演：美山志乃
- 親愛的妖怪女友（2024年3月22日 - ，Amazon Prime Video）飾演：犬飼美沙
- 我們陷入戀愛的理由（2024年10月12日 - 12月21日，朝日電視台）飾演：小津京
- 【我推的孩子】（2024年11月28日 - 12月5日 ，Amazon Prime Video）飾演：露比／星野瑠美衣
- 平行世界的夫婦（2025年4月1日 - 6月17日，關西電視台・富士電視台）飾演：辻莉子
- 佔領放送局（2025年7月12日 - ，日本電視台）飾演：忽那翡翠

### 電影
- 交換謊言日記（2023年7月7日，松竹）：飾演 林優子
- 不知戀愛的我們（2024年8月23日，松竹）：飾演 藤村小春
- 我的！（2024年11月8日，GAGA）：飾演 谷口充希
- 【我推的孩子】（2024年12月20日，東映）飾演：露比／星野瑠美衣

### 電視動畫
- 秘密的偶像公主（第2期）（2025年4月6日 - ，東京電視網）飾演：わこ先生[7]

## 外部連結
- 齊藤渚的X（前Twitter）
- 齊藤渚的Instagram帳戶